# Metylan

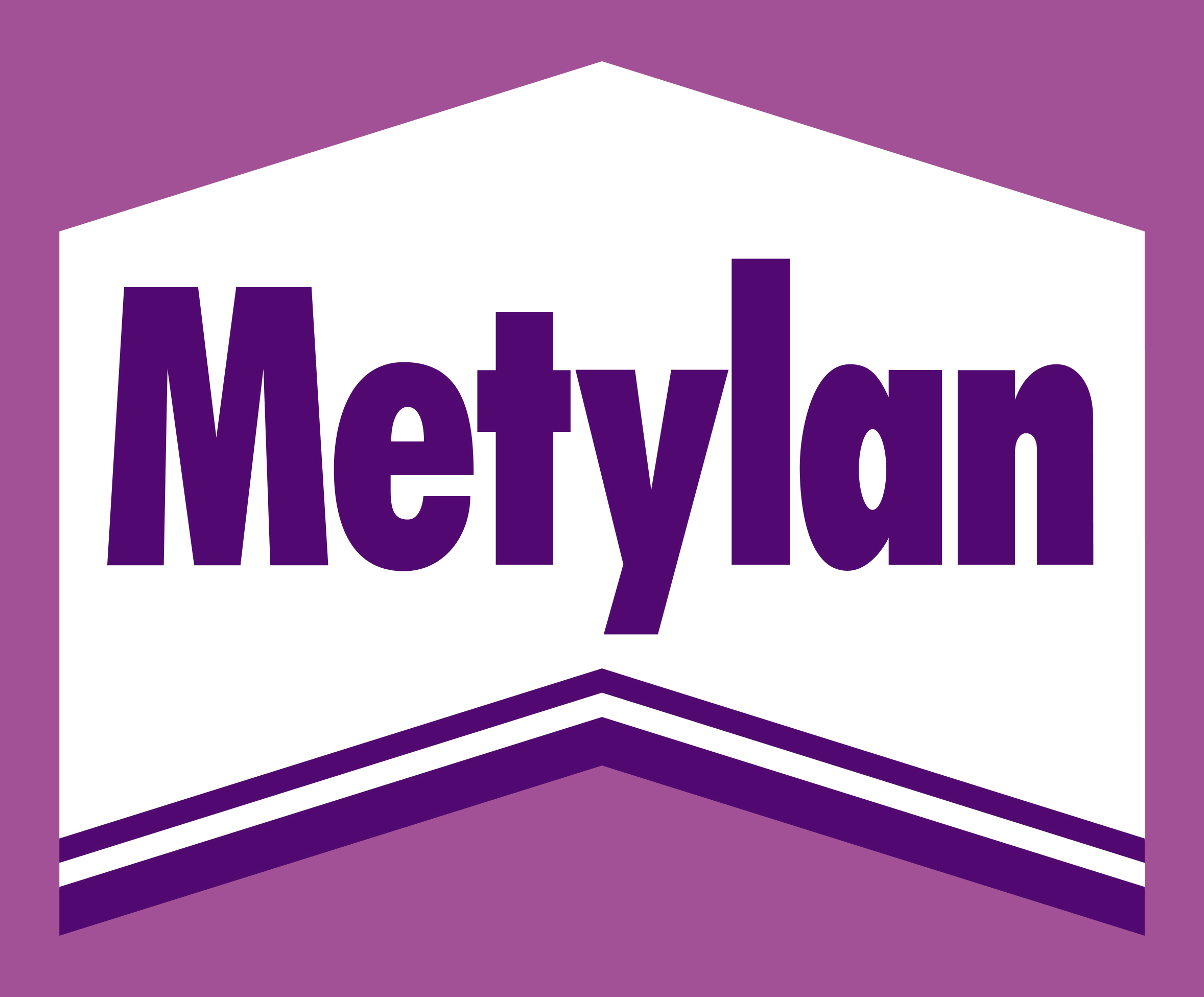
Logo der Henkel-Marke Metylan

Metylan ist eine Marke für Klebstoffe des Henkel-Konzerns mit Sitz in Düsseldorf. Im Jahr 2006 lag die Markenbekanntheit bei Heimwerkern in Deutschland bei 73 Prozent. Das Sortiment umfasst Tapetenablöser, Spachtelmassen, Grundierungen, Kleister und Wandbelagskleber. Die Produkte werden in mehr als 30 Ländern der Welt vertrieben.

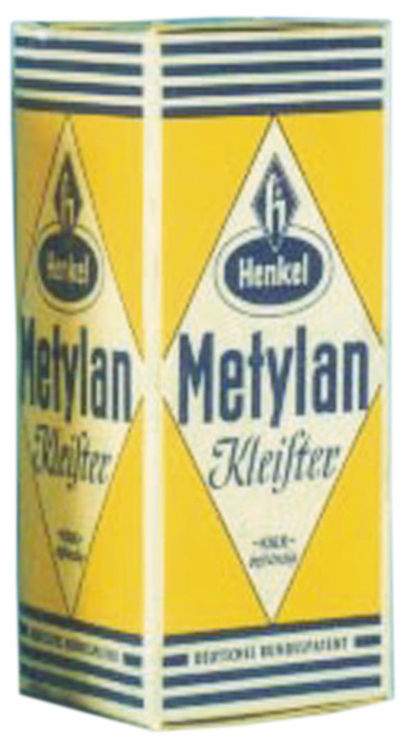
Kleisterpaket aus den Anfängen

## Geschichte
Im Februar 1953 begann Henkel mit der Produktion eines ungiftigen, auf Methylzellulose basierenden Tapetenkleisters. Der Metylan-Kleister setzte sich im Handwerk durch und löste die bisherigen Kleister und Klebemethoden auf Knochenleim und Pflanzenstärkebasis ab.
Als in den 1960er Jahren die ersten Baumärkte eröffneten, wurde 1963 „Metylan spezial“ für den Heimwerker eingeführt. Heute gilt er als Klassiker unter den Tapetenkleistern.
1998 ergänzte Metylan sein Sortiment um Tapetenablöser und Produkte zur Untergrundvorbereitung sowie 1999 um Spachtelmassen. Am Henkel-Standort in Düsseldorf-Holthausen wurde 2008 eine neue Produktionsanlage für Methylzellulose errichtet, so dass das Produktionsvolumen auf 10.500 Tonnen pro Jahr gesteigert wurde. Für leichtes und klumpenfreies Anrühren des Kleisters entwickelte Henkel 2010 ein Flüssigkleister-Konzentrat.